# Рудоуправление
Рудоуправление (англ. ore mining and processing company, нем. Bergverwaltung, Erzgrubenverwaltung) — предприятие по добыче и переработке руд полезных ископаемых (железных, манганцевых и т. д.), глин, щебня и т. д.
Рудоуправления имели место главным образом в СССР до реформирования горной отрасли в 1990-е годы.
Например, в Криворожском железорудном бассейне в составе производственного объединения «Кривбассруда» было до 9 рудоуправлений.